# 都市の地形

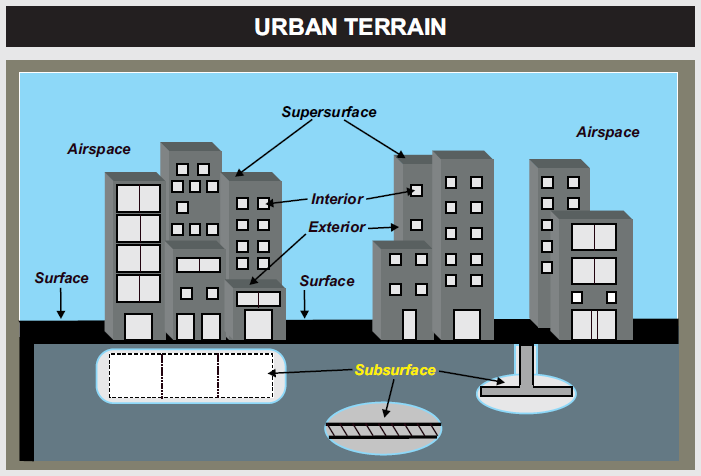
都市の地形

都市の地形（としのちけい、英語: Urban terrain）は、市街戦の前後関係の範囲内の都市環境の表現を表す軍事用語。都市の地形には、建物、道路、高速道路、港、鉄道、空港、地下鉄、および下水道が含まれる。
マウスホーリングは、都市環境内の物理的な障壁のいくつかを克服するために使用される1つの軍事技術。